# Martin Hohmann
Martin Hohmann, född den 4 februari 1948 i Fulda, Hessen, är en tysk advokat och politiker (CDU och Alternativ för Tyskland). Han var ledamot i den tyska förbundsdagen och representerade den borgerliga Kristdemokratiska unionen (CDU) från 1998 till 2005. Sedan september 2017 är han ånyo ledamot av förbundsdagen, denna mandatperiod för AfD.

## Tal på nationaldagen 2003
Hohmann väckte uppmärksamhet under ett tal på Tysklands nationaldag den 3 november 2003. Han kritiserade den enligt honom vitt spridda bilden av att tyskarna var ett "folk av förbrytare" under Förintelsen. Till stöd för sin uppfattning jämförde han med hur det vore att kollektivt beskylla det judiska folket för den judiska inblandningen i 1917 års ryska revolution.
Hohmann inledde med att beröra den starka känsla av självförakt som han menade fanns hos tyskarna och citerade Hans-Olof Henkel, vice ordförande i det tyska industriförbundet, som har sagt att "Arvsynden förlamar vårt land". Bland exemplen nämner han att tyska regeringstjänstemän aldrig har krävt ersättningar av Ryssland, Polen och Tjeckien på grund av de tyska tvångsarbetare som togs till fånga under andra världskriget, på samma sätt som Tyskland idag betalar ersättning till Israel för de judar som sattes i arbetsläger av nazisterna.
Han konstaterade att även om begreppet kollektiv skuld vanligtvis inte godkänns på etnisk nivå, så är det mycket vanligt att det tillämpas på tyskarna. Andra nationer tenderar att skönmåla sin historia, som fransmännen som hyllar den blodiga franska revolutionen som någon slags seger för friheten och den imperialistiska diktatorn Napoleon hyllas som en välvillig landsfader. Tyskarna å andra sidan framställs svart på vitt som förövare och deras fiender som oskyldiga lamm. 
För att illustrera sin poäng, att denna behandling av tyskarna är absurd, drog han en parallell till judarna, som han hävdar bevisligen har deltagit i den kommunistiska revolutionen i anmärkningsvärt hög utsträckning. Hohmann sade: "Så det finns egentligen ganska goda skäl att beskriva judarna som ett folk av förbrytare." Han konkluderade därför att "varken tyskarna eller judarna förtjänar att kallas för ett folk av förbrytare".
Som en följd av talet uteslöts Hohmann ur CDU. Han överklagade uteslutningen till kammarrätten i Berlin som dock gick på partiets linje och meddelade att Hohmann "gett uttryck för antisemitiska tendenser eller i alla fall underlättat dem hos publiken genom att tillhandahålla fakta som kan användas för att dra antisemitiska slutsatser"..